# Phyllophaga culminata
Phyllophaga culminata är en skalbaggsart som beskrevs av Bates 1888. Phyllophaga culminata ingår i släktet Phyllophaga och familjen Melolonthidae. Inga underarter finns listade i Catalogue of Life.